# Naters
Naters (walliserdeutsch: Natersch) ist eine politische Gemeinde und eine Burgergemeinde mit einem Burgerrat im Bezirk Brig des Schweizer Kanton Wallis sowie eine Pfarrgemeinde des Dekanats Brig im Bistum Sitten. Die Gemeinde ist mit 10'605 Einwohnern (Stand 31. Dezember 2023) die zweitgrösste Oberwalliser Gemeinde.

## Geographie

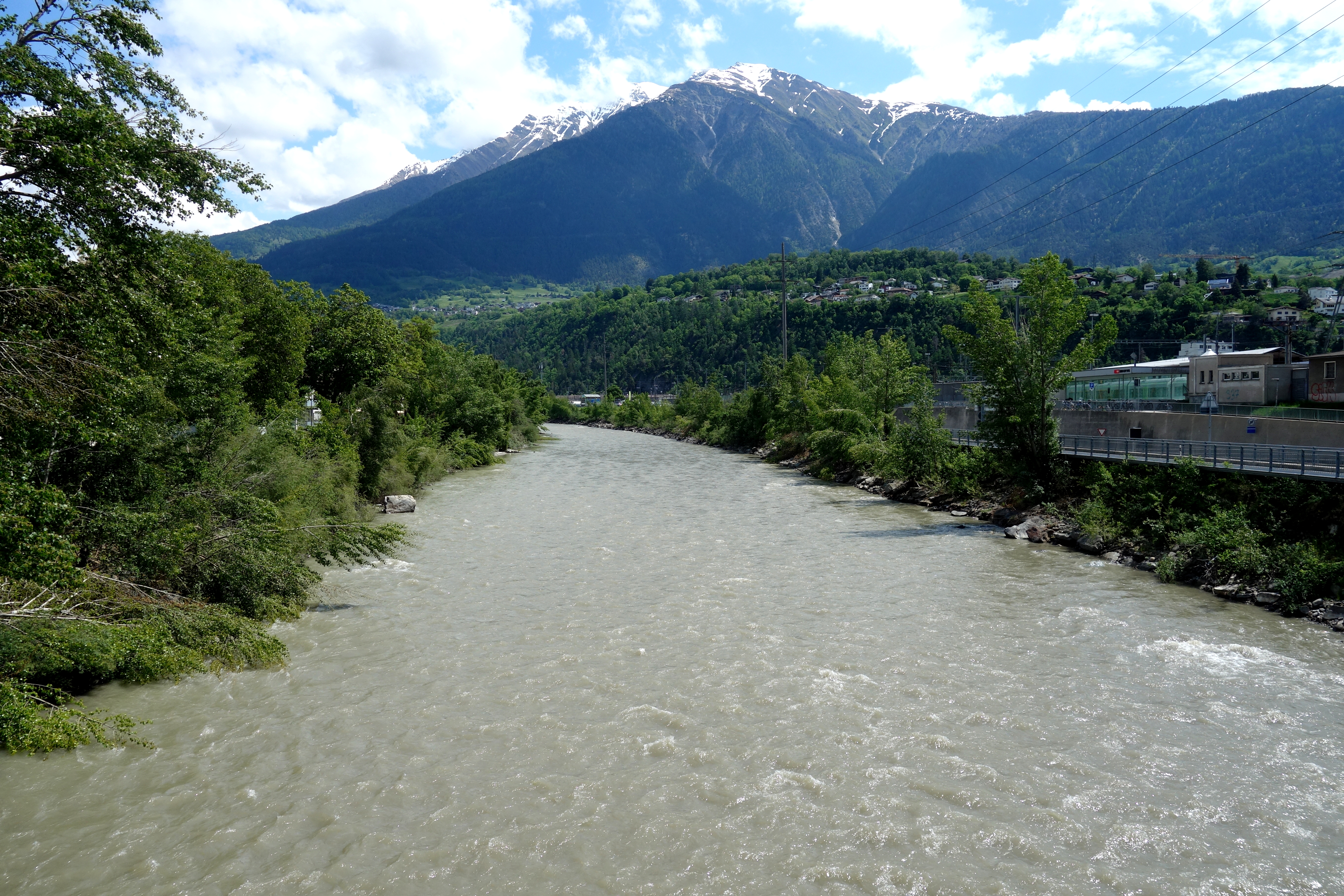
Die Rhone bei Naters

Naters liegt geographisch im Zentrum des Oberwallis und ist mit 101,26 km2 Fläche eine der grössten Gemeinden im Wallis. 67,68 km2 sind Teil des UNESCO-Weltnaturerbe-Gebietes Schweizer Alpen Jungfrau-Aletsch. Der tiefste Punkt der Gemeinde, das Rhoneufer, liegt auf 673 m ü. M., der höchste Punkt ist das Aletschhorn mit 4195 m ü. M. Damit besitzt die Gemeinde Naters einen der grössten Höhenunterschiede der Schweiz (Bagnes (VS) erstreckt sich zwischen 778 m ü. M. und 4314 m ü. M., Anniviers (VS) sogar zwischen 580 m ü. M. und 4505 m ü. M.). Zu Naters gehören auch die Orte Blatten bei Naters, Belalp, Birgisch und Mund.

## Bevölkerung
Im Jahr 2013 hatte Naters 9'483 Einwohner, davon waren rund 86,3 % Schweizerinnen und Schweizer und 13,7 % Ausländerinnen und Ausländer. Die Bevölkerung umfasste 2'596 Jugendliche und 6'887 Erwachsene (Stand: 21. August 2013). Im Jahre 2016 hat die Bevölkerung die Marke von 10'000 Einwohnern überschritten.
| Jahr | Einwohner |
| ---- | --------- |
| 1970 | 5517      |
| 1975 | 6607      |
| 1980 | 7074      |
| 1985 | 7063      |
| 1990 | 7339      |
| 1995 | 7853      |
| 2000 | 7758      |

| Jahr | Einwohner |
| ---- | --------- |
| 2005 | 7953      |
| 2009 | 8254      |
| 2013 | 9483      |
| 2015 | 9808      |
| 2016 | 9951      |
| 2017 | 9983      |
| 2018 | 10075     |

## Wirtschaft
Naters ist durch eine Klein- und Mittelbetriebsstruktur geprägt. Die Gemeinde zählt zirka 280 ortsansässige kleine und mittlere Unternehmen (KMU) verschiedener Art. In der Jahrhundertwende hat sich im alten Dorfteil von Naters viel Kleingewerbe entwickelt.

## Verkehr

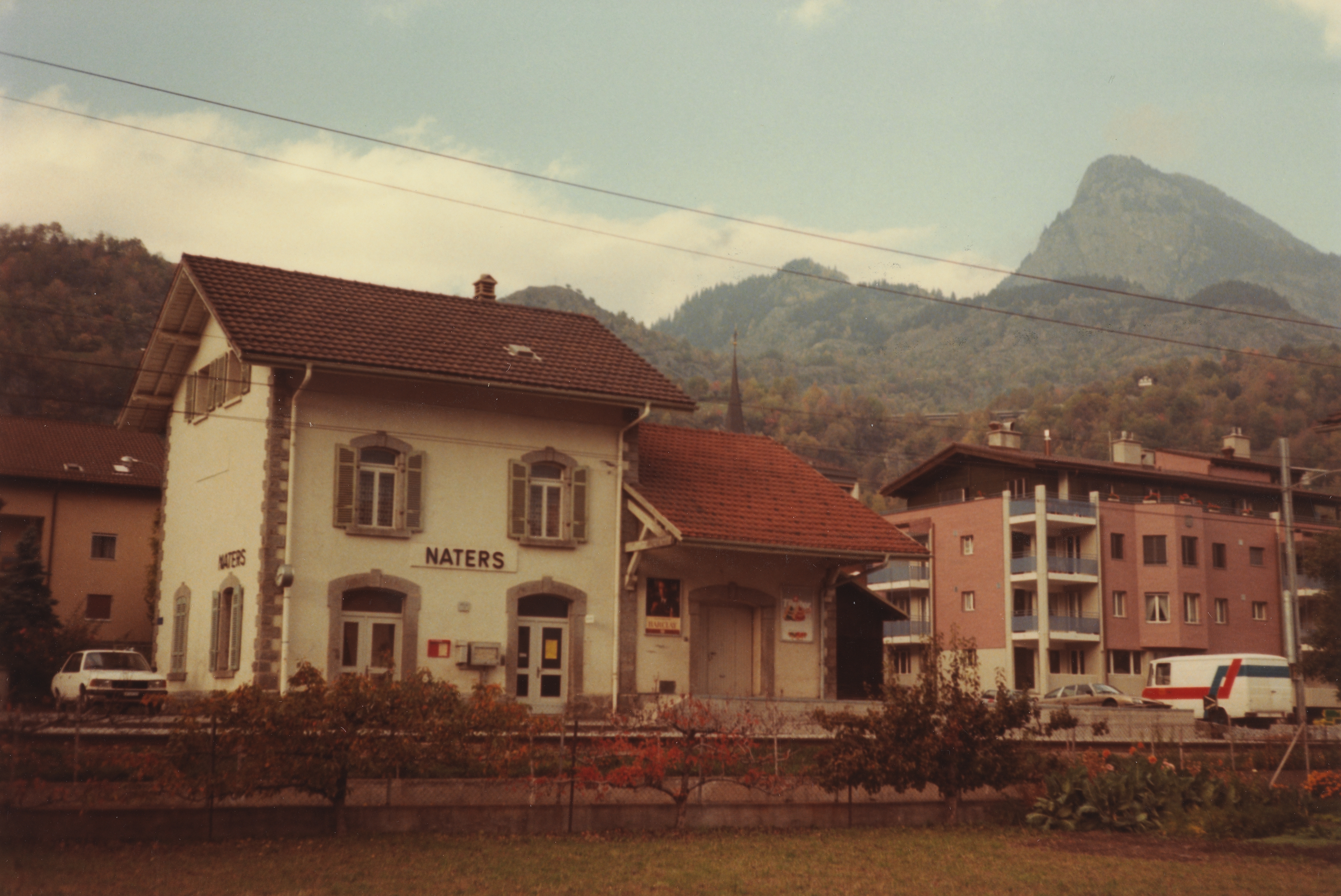
Stationsgebäude am ehemaligen Streckenverlauf (1984)

Naters ist durch die Hauptstrasse 19 an das nationale Strassennetz der A9 angebunden. Vom Bahnhof Brig ist das Ortszentrum von Naters innerhalb von fünf Gehminuten oder mit dem Bus erreichbar.

## Geschichte

Luftbild (1955)

Der Ortsname findet sich erstmals 1018 in der romanischen Form «Nares». Die deutschen Formen konservierten das -t- bis heute. Es lässt sich die Grundform *Nateres annehmen. Die Erstsilbe des Namens ist in Tirol mehrmals aufzufinden (siehe Natters in Nordtirol, Naturns in Südtirol). Man erklärt sie in der Regel über altgriechisch νοτερός noteros («nass»).
König Heinrich IV. schenkte 1079 «Natres» dem Bischof von Sitten auf ewige Zeiten. Zuvor war Naters im Besitz des Klosters St-Maurice. Die Urkunde, in welcher Naters (geschrieben als «Nares») erstmals schriftlich erwähnt wird, ist eine Schenkung des Burgunderkönigs Rudolf III an das Kloster St. Maurice.
Die Herren von Ornavasso bauten 1250 den Ornavassoturm. Die Beziehungen zur norditalienischen Gemeinde Ornavasso werden bis heute mit regelmässigen Treffen gepflegt. Nach Aufständen des Oberwalliser Adels gelangte Naters an den Zehnden.
Bis in die erste Hälfte des 14. Jahrhunderts wurde der Zehnden Naters in Gumperschaften eingeteilt: Naters, Rischinen, Mund, Brig, Brigerberg, Simplon und Zwischbergen. Naters war bis 1518 der Hauptort des Bezirks Brig, was der Nähe zum Bischof und der kirchlichen Macht zu dieser Zeit zuzuschreiben ist. Abgelöst wurde Naters durch Brig als Hauptort, als die Simplonroute zur wichtigen Handelsstrasse wurde.
Vom 1. November 1755 bis zum 7. März 1756 wurde Naters mehrfach von schweren Erdbeben erschüttert. Viele Gebäude, unter anderem auch die Kirche, wurden schwer beschädigt. Der Krieg gegen Frankreich von 1798/1799 zog auch Naters in Mitleidenschaft: 24 Männer fielen im Kampf. Viele Bewohner verliessen fluchtartig den Ort. Die Franzosen plünderten viele Häuser und brandschatzten Weiler in der Umgebung von Naters.
Im 19. Jahrhundert wanderte rund ein Viertel der damaligen Einwohner von Naters in der Hoffnung auf ein besseres Leben aus, hauptsächlich nach Südamerika.
Mit dem Baubeginn des Simplontunnels und der Lötschberglinie setzte in Naters der Aufschwung ein. Zu Beginn des 20. Jahrhunderts nahm die Bevölkerungszahl stark zu. Zahlreiche italienische Gastarbeiter liessen sich nieder. Noch heute pflegt Naters zum grenznahen Raum in Oberitalien und besonders zur Schwestergemeinde Ornavasso enge Beziehungen.
Zwischen 1960 und 1970 erfuhr Naters wie das gesamte Wallis eine ungeahnte wirtschaftliche Entwicklung. Die Einwohnerzahl stieg in diesem Zeitabschnitt um 45 % auf 5'517. Heute ist Naters die zweitgrösste Oberwalliser Gemeinde.
Aus Naters kamen in den letzten 120 Jahren etwa 80 Schweizergardisten. Naters ist damit die Gemeinde der Schweiz mit den meisten Gardisten.
Am 26. September 2010 stimmten sowohl die Mitglieder der Einwohnergemeinden als auch der Burgergemeinden der Fusion von Naters mit Birgisch und Mund mit grosser Mehrheit zu. Der Zusammenschluss erfolgte auf den 1. Januar 2013, die fusionierte Gemeinde trägt den Namen Naters.

## Burgerschaft
Die Verfassung und Gesetzgebung des Kantons Wallis kennen zwei Arten von Gemeinden: die Einwohnergemeinde oder Munizipalgemeinde und die Burgergemeinde oder Heimatgemeinde (administrativer Dualismus). Durch Gesetz vom 2. Juni 1851 wurden im Wallis die Munizipalgemeinden eingeführt. Seither bestehen wie anderorts, so auch in Naters Burger- und Munizipalgemeinde nebeneinander. Zeitweise wurden die beiden von einem gemeinsamen Rat, dem Gemeinderat, geleitet. Im Mai 1988 sprachen sich die Burger für eine Trennung von Burger- und Munizipalgemeinde aus. Seit 2013 verfügt die Burgerschaft Naters über ein zeitgemässes Burgerreglement. Darin werden die Organisation und die Verwaltung der Burgerschaft, des Burgervermögens sowie die Erteilung des Burger- und Ehrenburgerrechts geregelt.

## Wappen
- Beschreibung Wappen Einwohnergemeinde: In Rot zwei gekreuzte goldene Bischofsstäbe unter einer Mitra.
- Beschreibung Wappen Burgergemeinde: In Silber grüner Drache, Krone und Halsband in Gold, Mundhöhle, Zunge, beide Krallen und Schwanzspitze in Rot.

## Politik
Der Gemeinderat von Naters besteht aus sieben Mitgliedern. Bei den Gemeinderatswahlen 2016 wurden folgende Parteien in den Gemeinderat gewählt: CSP (1 Sitz), CVP (2 Sitze), SP (1 Sitz) und SVP (3 Sitze). Das Amt der Gemeindepräsidentin hat Charlotte Salzmann-Briand (CVPO) inne. Vizepräsident ist Diego Wellig (CSP).
Bei den Schweizer Parlamentswahlen 2019 betrugen die Wähleranteile in Naters: CVP (inkl. CSPO) 42,6 %, SVP 40,8 %, SP 8,3 %, Grüne 5,1 %, FDP 1,6 %, glp 1,4 %.

## Sehenswürdigkeiten
Der alte Dorfteil von Naters besitzt viele historisch wertvolle Gebäude. Zu den ältesten zählen die katholische Pfarrkirche St. Mauritius mit Kirchturm (12. Jahrhundert), das Pfarr- (1461) und Beinhaus (1514 – eines der grössten der Schweiz), der Ornavassoturm (1250), der Zendenstadel (1650), die Burg «uf der Flüe» (1701).
Die ältesten Wohnhäuser sind der Junkerhof (14./15. Jahrhundert), das Krämerhaus mit Kramplatz (1508), das Supersaxo-Haus (1597), das Lergjen-Haus (1599), das Megetschen-Haus (1606) und das Waldenhaus (1653).
Sehenswert sind ebenfalls die Brunnenplastik Sonnengesang von e.w. bregy und die alte Linde.
Das Museumzentrum «La caverna» im ehemaligen Artilleriewerk Naters ⊙ beherbergt neben dem Simplonfestungsmuseum das Schweizergarde-Museum.
Das auch architektonisch bemerkenswerte World Nature Forum präsentiert seit September 2016 als Besucherzentrum das UNESCO-Welterbe Schweizer Alpen Jungfrau-Aletsch.

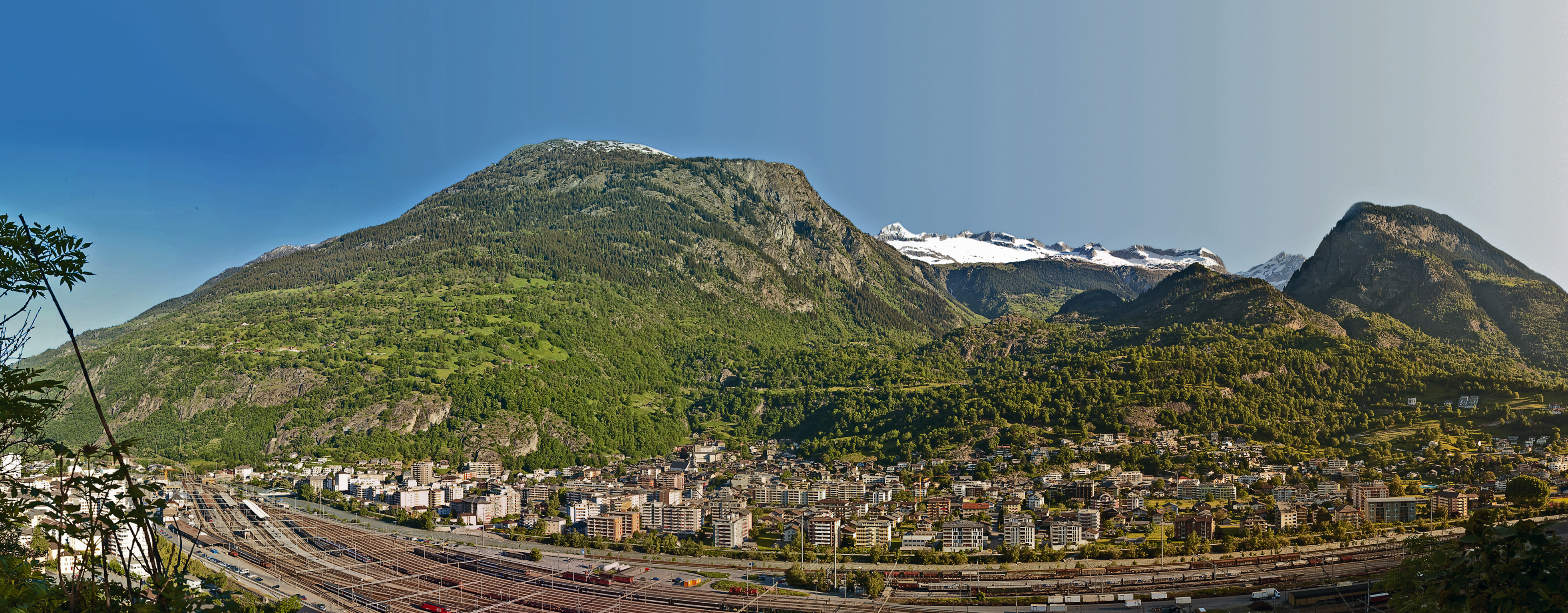
Panorama
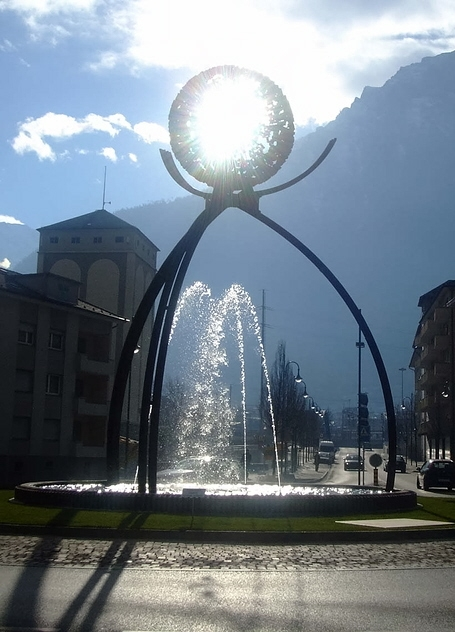
Brunnenplastik Sonnengesang von e.w. bregy
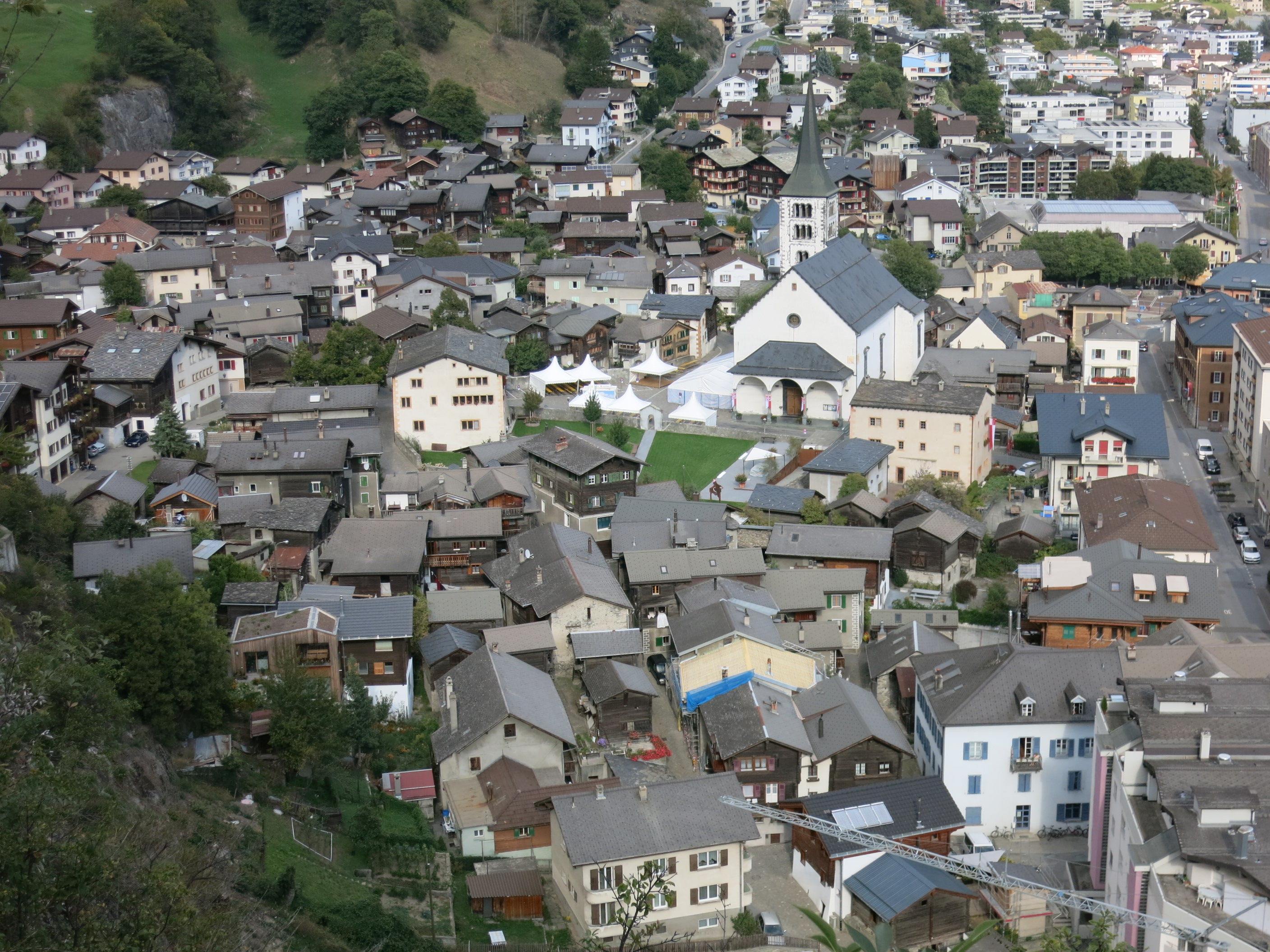
Alter Dorfkern Naters

### Historischer Dorfrundgang
Der historische Dorfrundgang beschränkt sich auf den alten Dorfkern. Er beginnt und endet in der Judengasse. Manche der heutigen Gebäude haben ältere Kernbauten. Die erstmalige Erwähnung ist mit * bei der Jahreszahl gekennzeichnet:
Judengasse 1393* (frühere Hauptstrasse) ⊙
Heidenhaus 1485 ⊙
Kramplatz ⊙
Krämerhaus 1508 ⊙
Kaufmannshaus 1542 ⊙
Lergienhaus 1679 ⊙
Pfarrhaus 1461, alter Teil um 1100 ⊙
Gerichtslinde 1357* ⊙
Prangersockel Mittelalter ⊙
Lergien/Eggelhaus 1599 ⊙
Ornavasso-Turm 1250 ⊙
Kapelle St. Antonius 1750 ⊙
Burg Supersaxo/«uf der Flüe» 12./13. Jh. ⊙
Zendenstadel Supersaxo 1650 ⊙
Haus Supersaxo 1597 ⊙

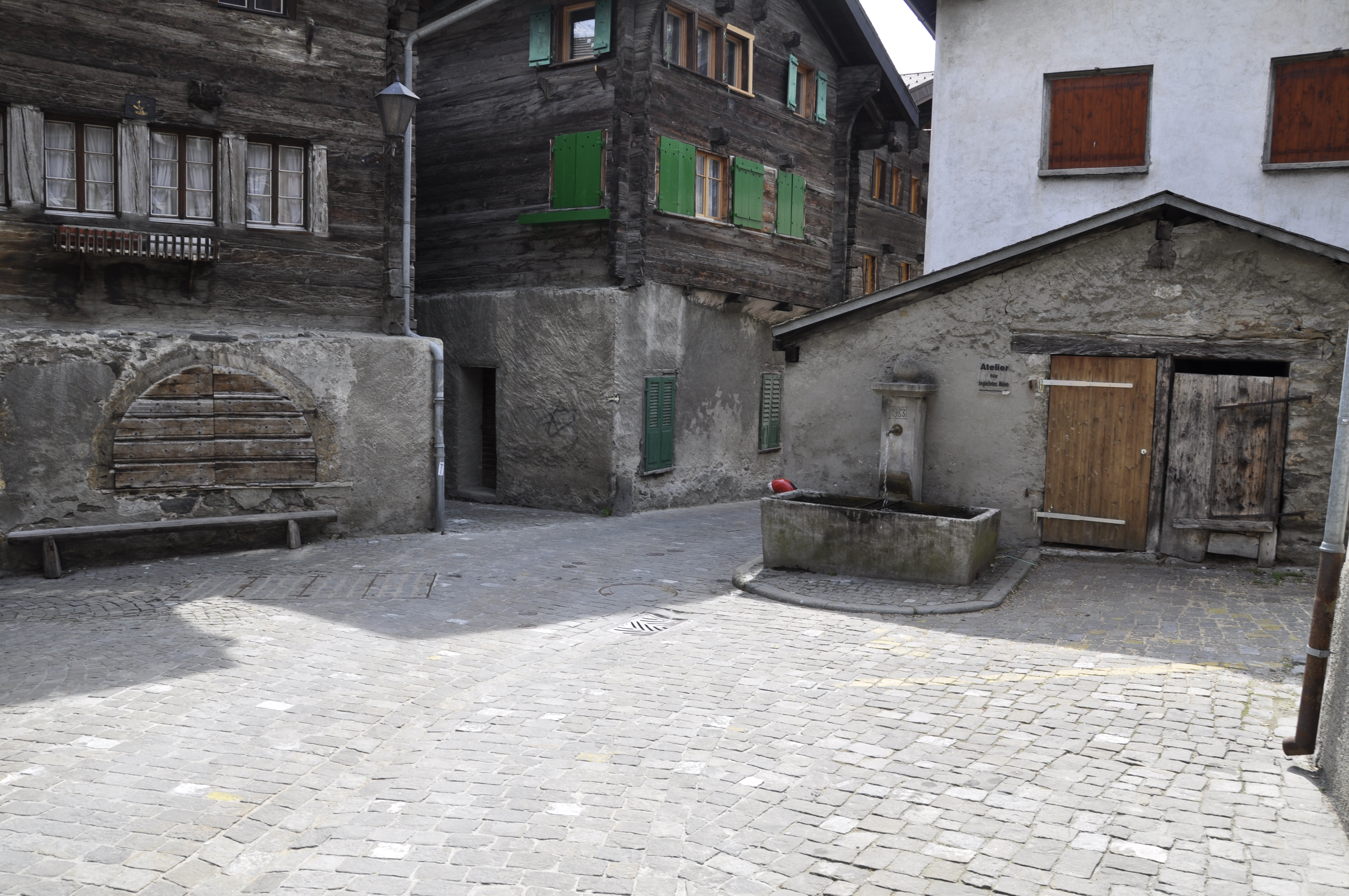
Kramplatz mit Krämerhaus in der Judengasse
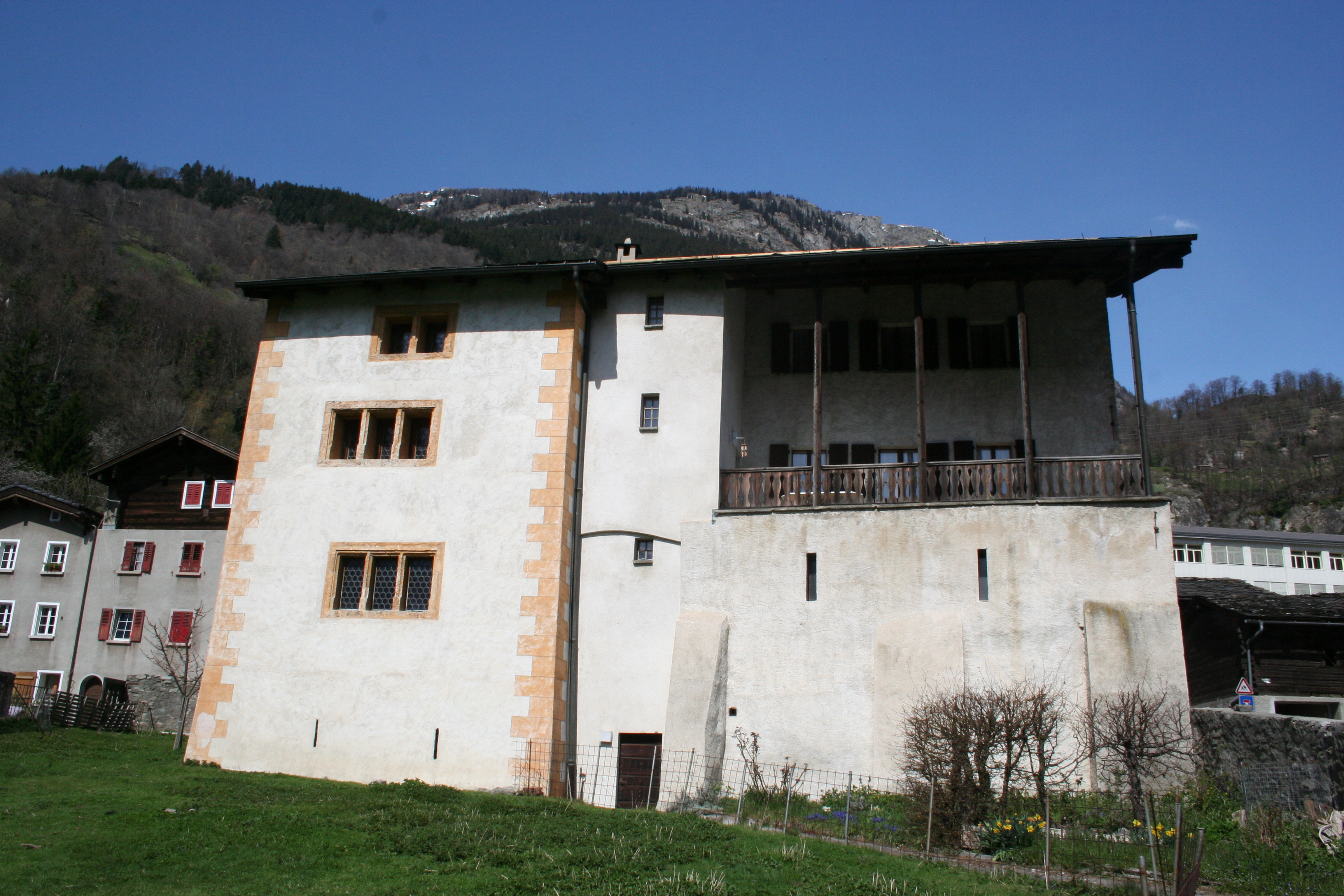
Pfarrhaus der Gemeinde Naters
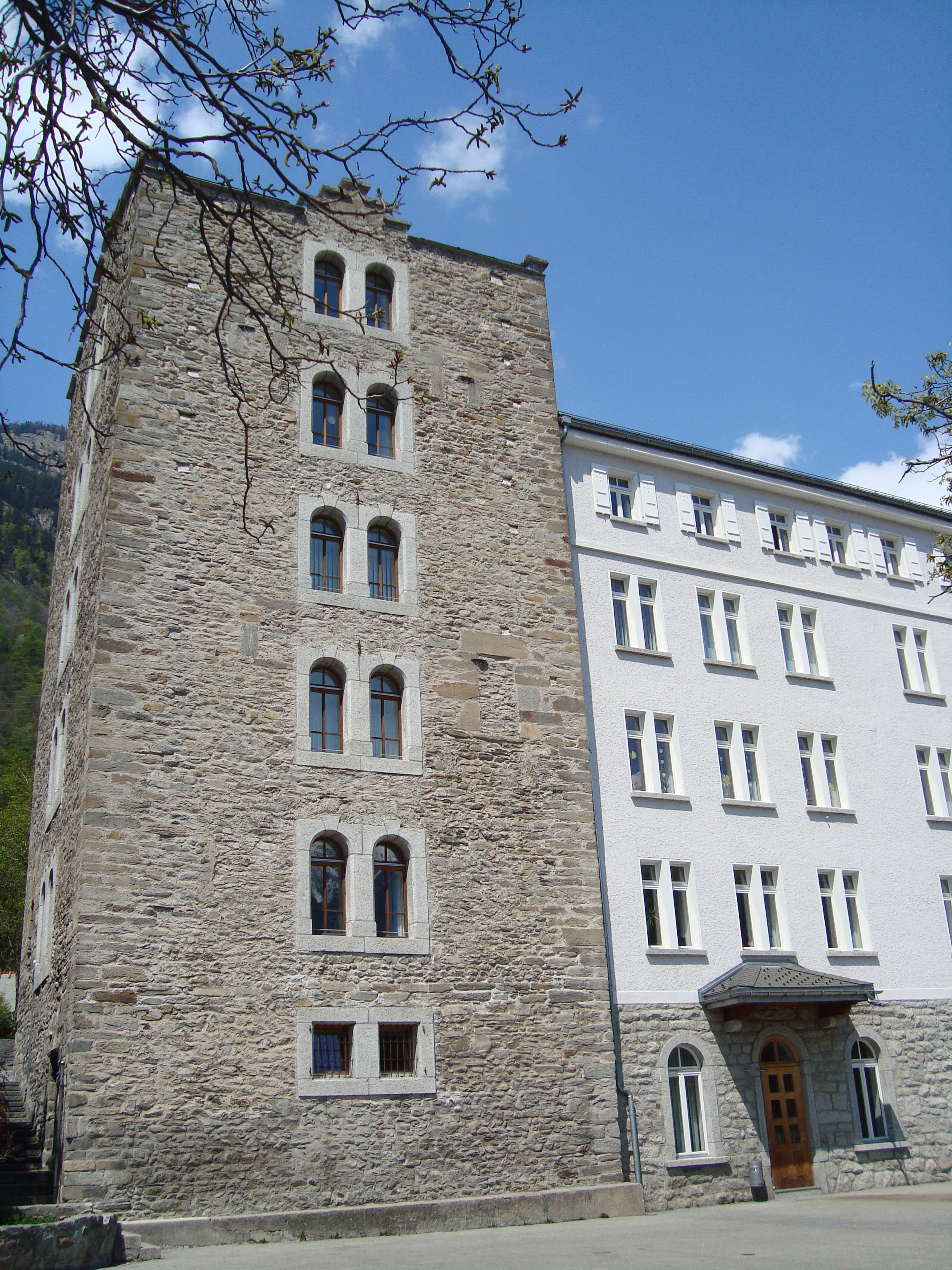
Ornavassoturm
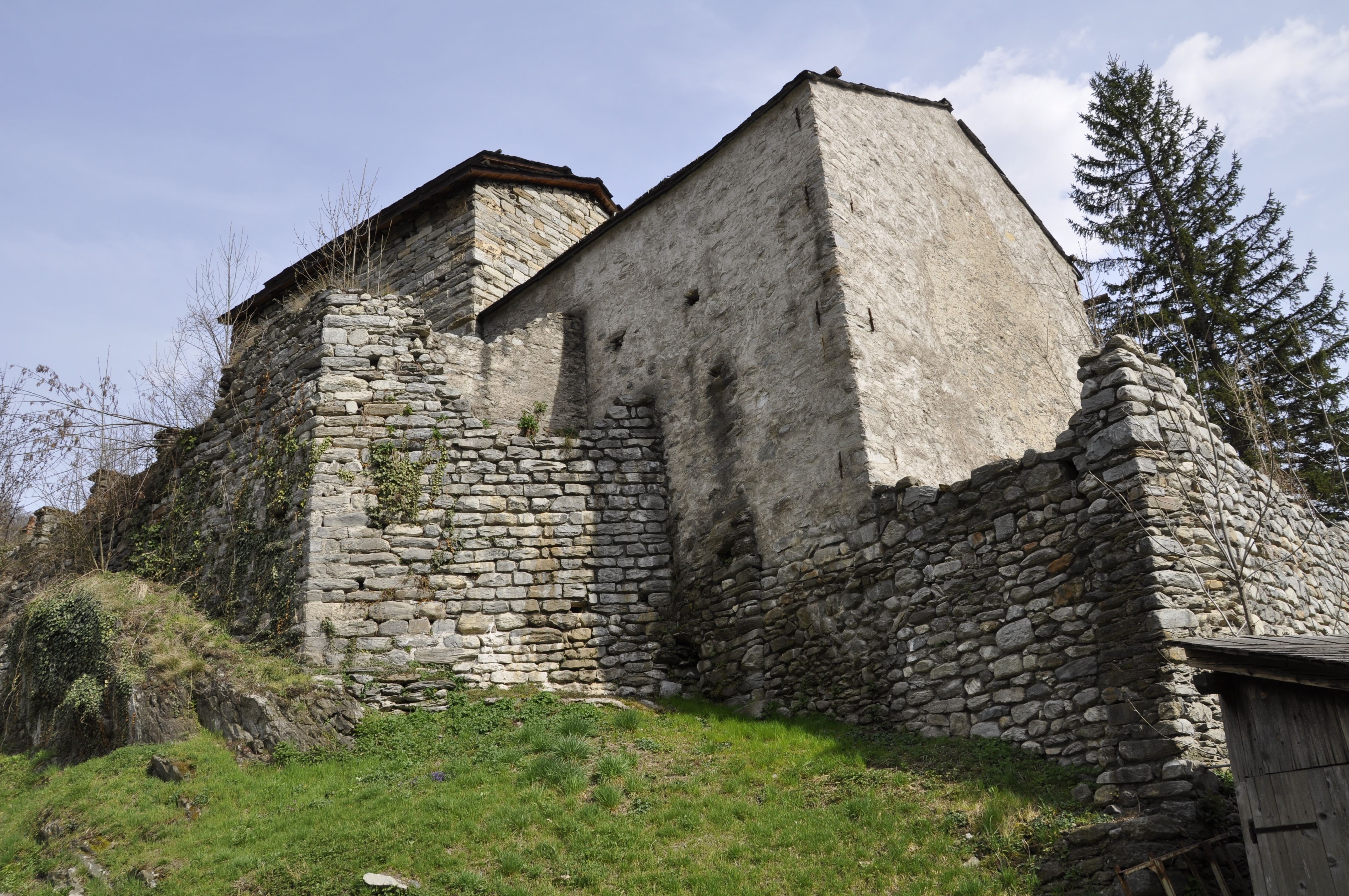
Burg «uf der Flüe»
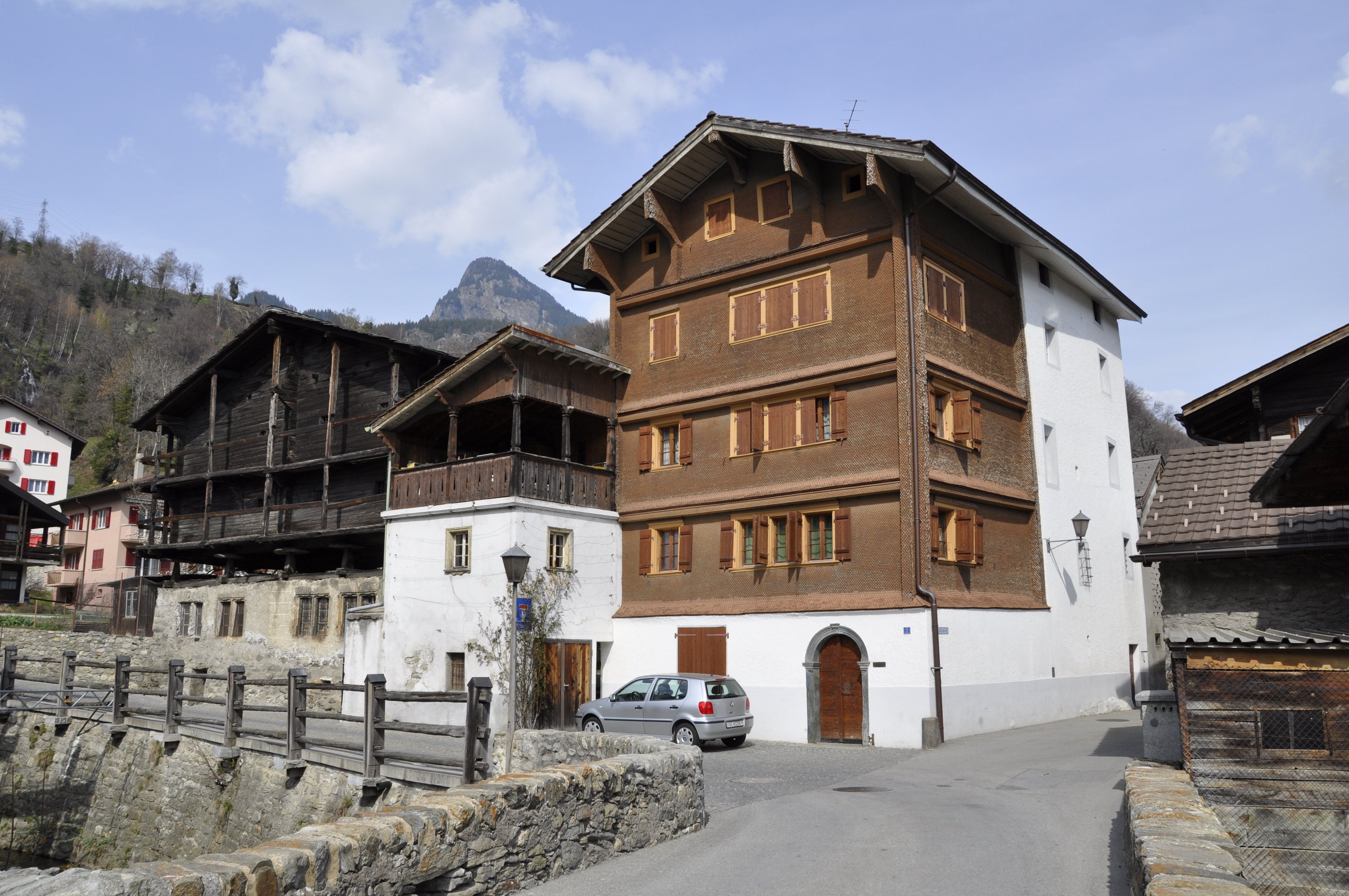
Supersaxohaus

Totuplata 1685 ⊙
Dorfplatz 1276* ⊙
Megetschenhaus 1606 ⊙
ehemaliger Wohnturm 13. Jh. ⊙
Iossen-Bantmatter Haus 1530 ⊙
Domherrenhof 1550 ⊙
Restaurant zur Linde 1703 ⊙
Speicher 1520 ⊙
Kaplanei 1701 ⊙
Christen Wissen Haus 1697 ⊙
Heidenstein vor 800 ⊙
Bammatterhaus 1543 ⊙
St. Mauritius-Kirche 1018* ⊙
Beinhaus 1514 ⊙
Waldenhaus 1653 ⊙
Junkerhof 14./15. Jh. ⊙
Salzmann Stadel 1859 ⊙

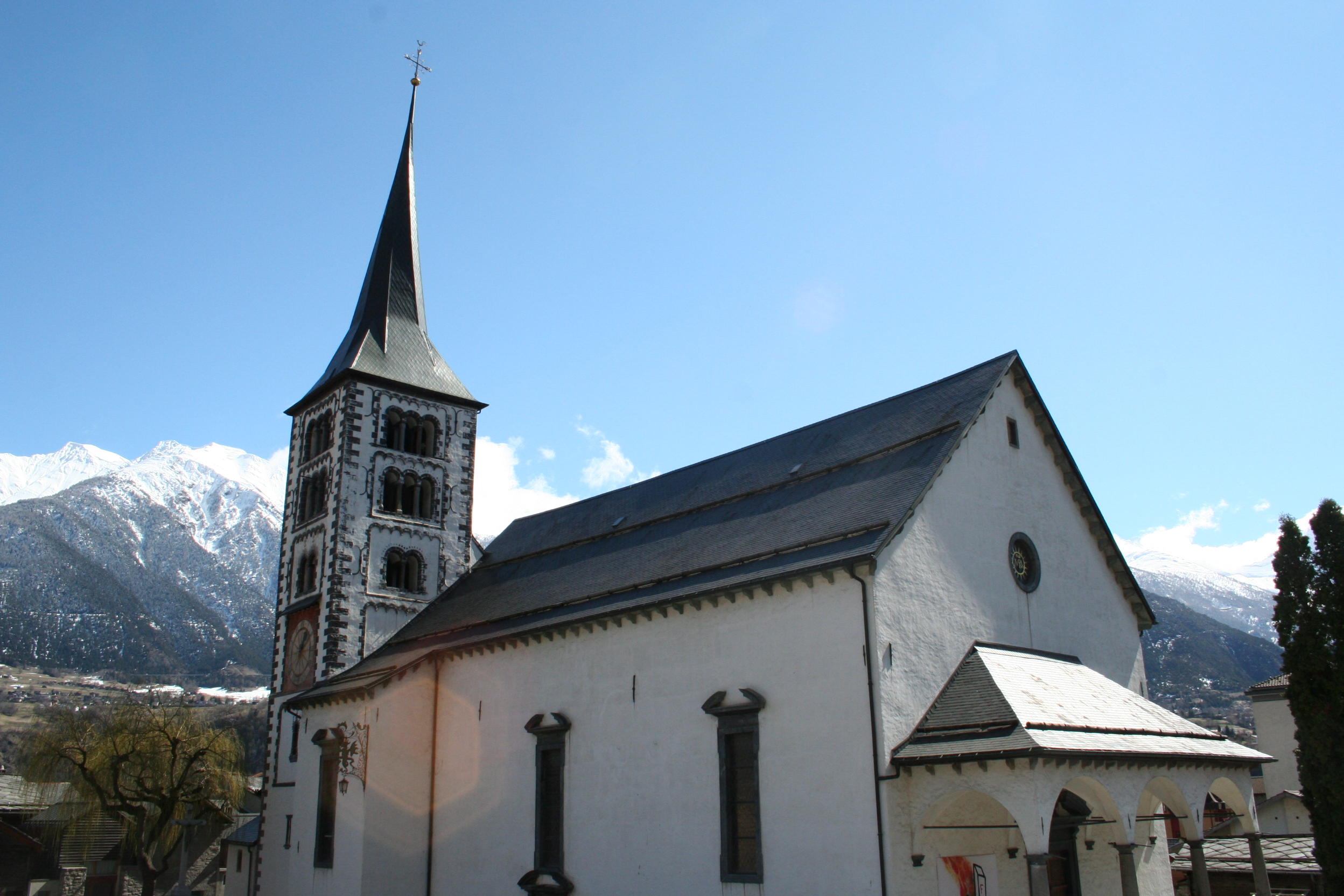
Natischer Kirche
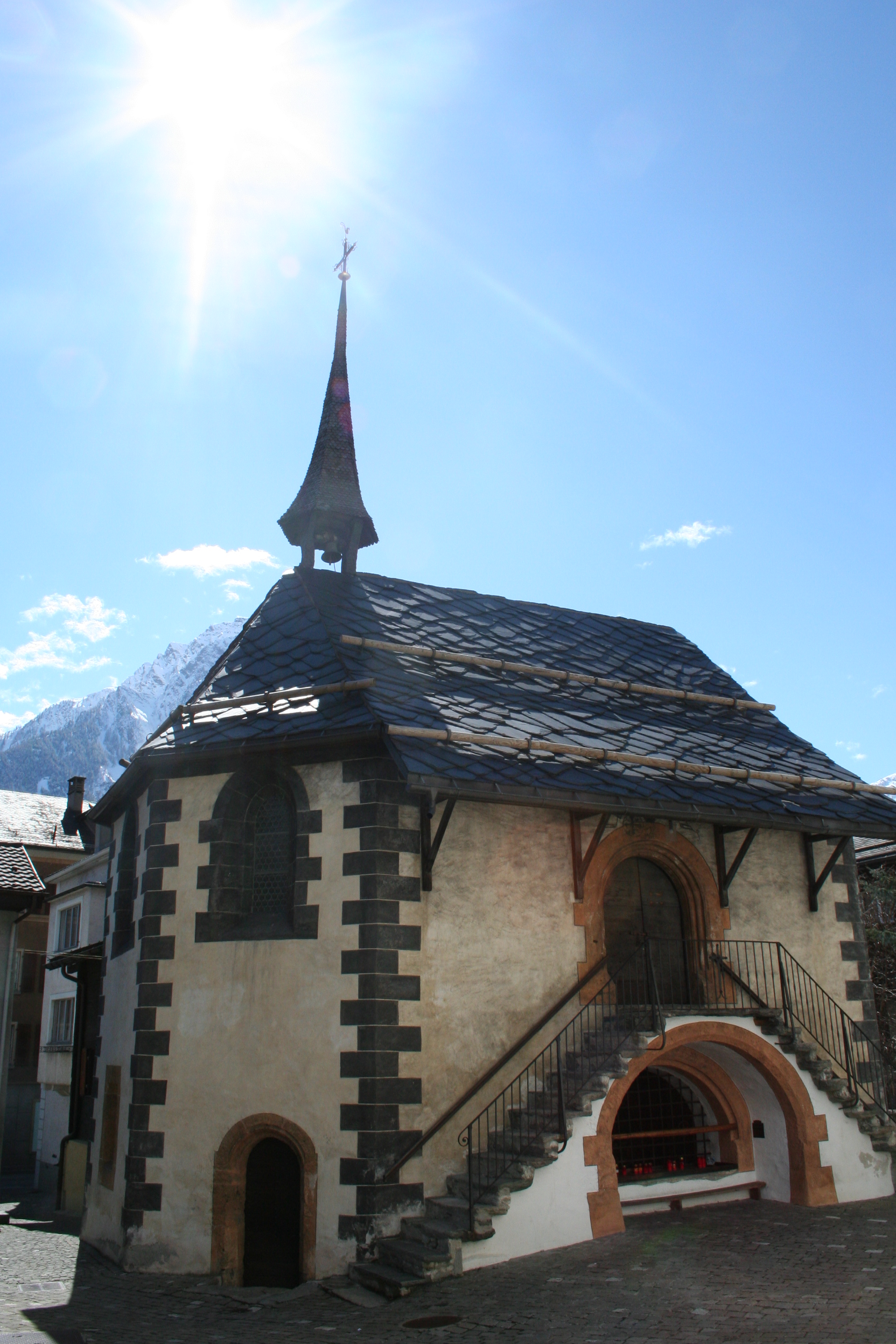
Beinhaus neben der Kirche
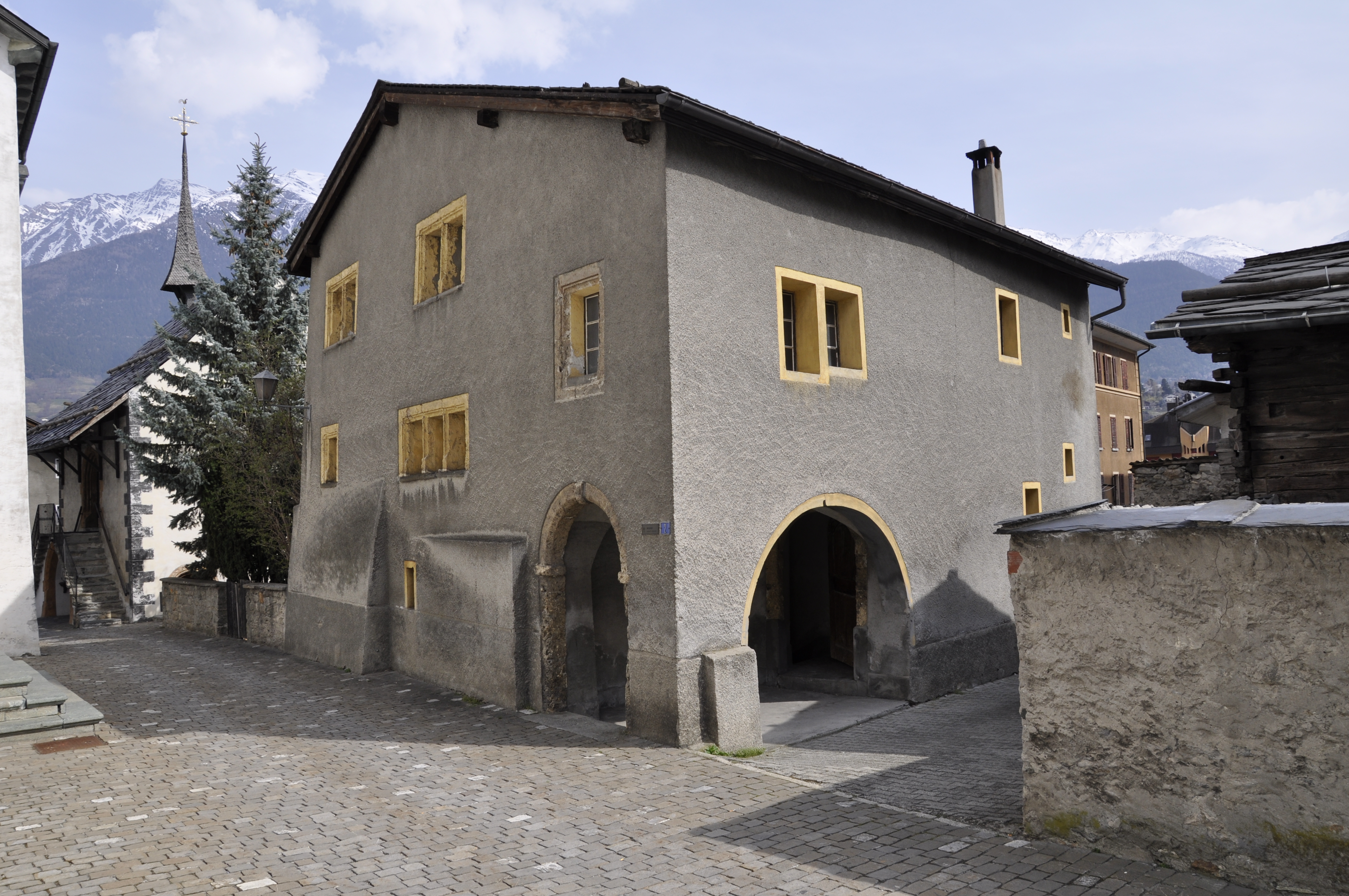
Waldenhaus neben der Kirche
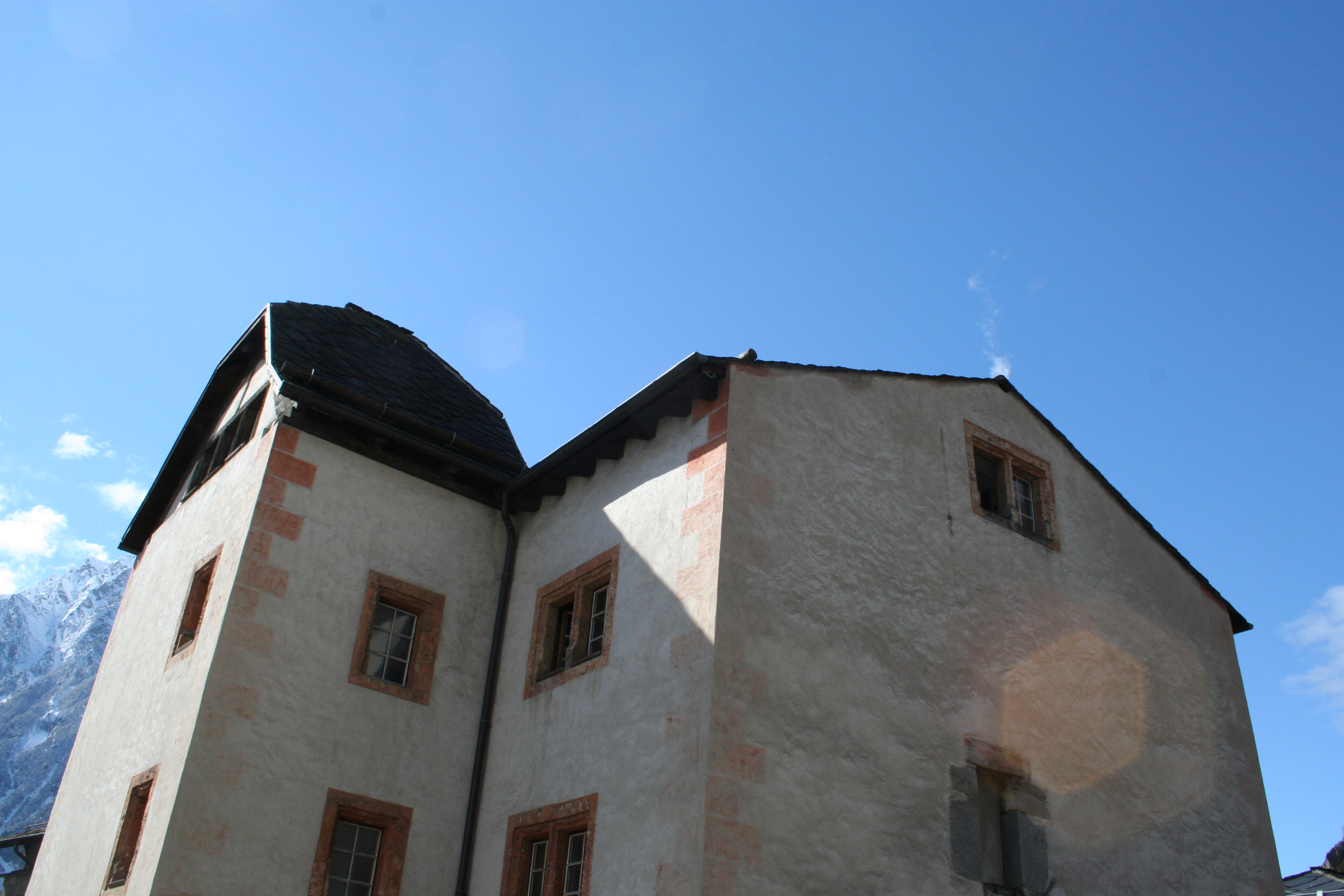
Junkerhof Naters
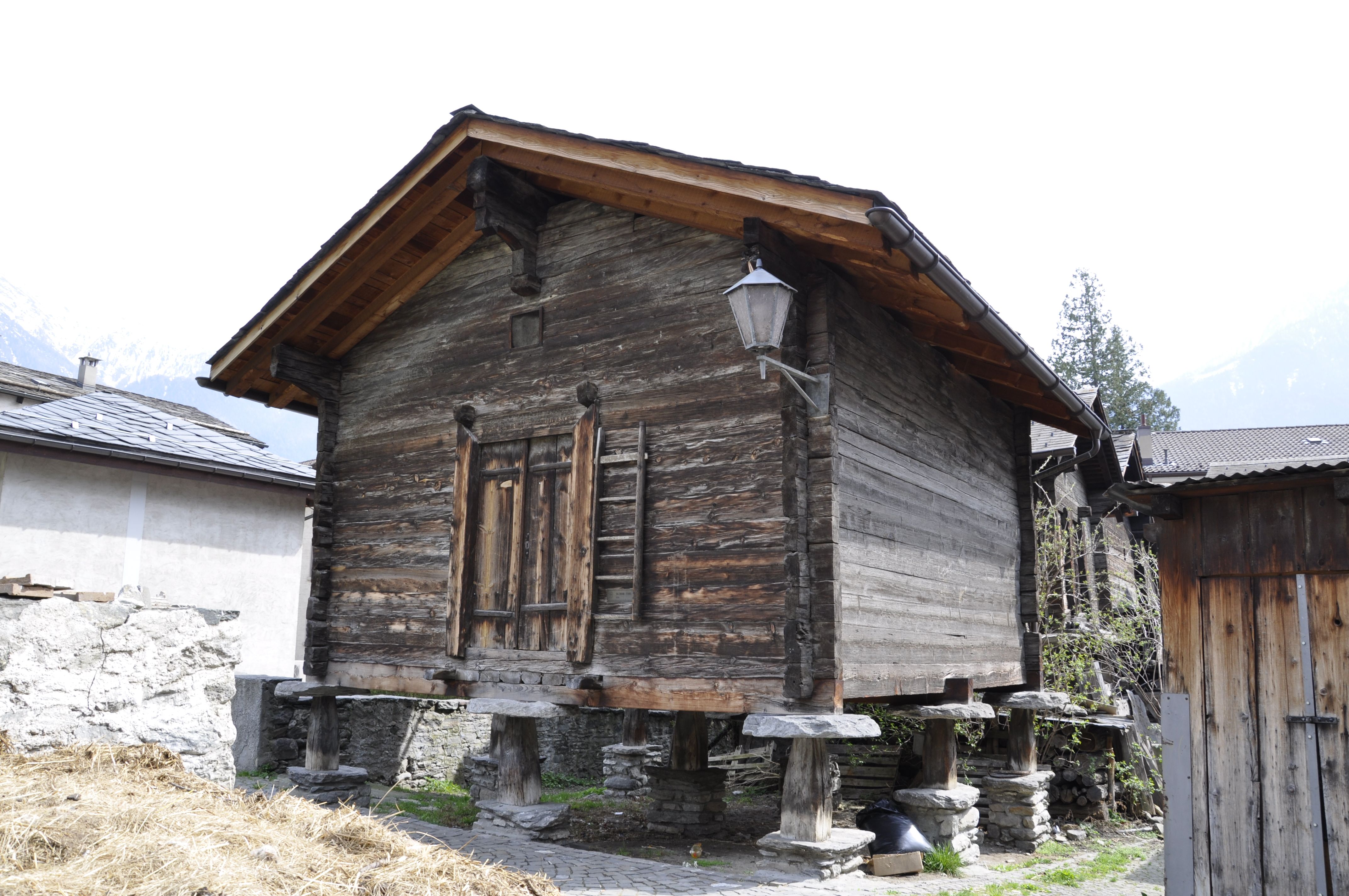
Salzmann Stadel neben dem Junkerhof (1859)

### Wanderweg «Lötschberger»
Der klassische 18 Kilometer lange Wanderweg auf der Lötschberg-Südrampe von Hohtenn bis Lalden wurde um fünf Kilometer bis Naters verlängert und verläuft auf einem neuen Weg oberhalb der BLS-Bahnlinie. Seit 2009 heisst der Wanderweg «Lötschberger».

## Persönlichkeiten
- Georg Michel-Supersaxo (um 1550–1625/1626), Landeshauptmann (1593–1595)
- Georg Michel-Supersaxo (um 1601–1676), Enkel des Georg, Landeshauptmann (1664–1670)
- Johannes Zentner (1903–1989), Komponist, Direktor des Musik-Collegiums Schaffhausen
- Meinrad Michlig (1906–1968), Nationalrat (1950–1951)
- André Biéler (1914–2006), evangelischer Geistlicher und Hochschullehrer in Lausanne und Genf
- Paul Biderbost (1927–1999), Nationalrat (1975–1983)
- Anton Mutter (1932–1992), Kunstmaler
- Richard Gertschen (1936–2004), Staatsrat (1985–1997)
- Norbert Brunner (* 1942), Bischof von Sitten (1995–2014)
- Karl Walden (* 1945), Kunstschaffender
- Amadé Salzmann (1947–1992), Musiker und Komponist
- Steffan Biffiger (* 1952), Kunsthistoriker und Ausstellungskurator
- Denise Eyer-Oggier (* 1956), Malerin, Grafikerin und Kunstpädagogin
- Hansrüedi Zbinden (* 1960), Dorfmusikant
- Klaus Petrus (* 1967), Philosoph und Journalist
- Martin Schmidt (* 1967), Fussballtrainer
- Jean-Pierre Fux (* 1968), Bodybuilder
- Franz Ruppen (* 1971), seit 2021 Staatsrat (Regierungsrat)
- Sven Epiney (* 1972), Fernseh- und Radiomoderator
- Philipp Matthias Bregy (* 1978), Nationalrat (seit 2019)
- Kilian Frankiny (* 1994), Strassenradrennfahrer
- Luca Hischier (* 1995), Eishockeyspieler
- Nico Hischier (* 1999), Eishockeyspieler